# ژیان‌مرغ-چرخ‌ریسک بی‌رگه
ژیان‌مرغ-چرخ‌ریسک بی‌رگه (نام علمی: Uromyias agraphia) یک گونه از پرندگان خانواده ژیان‌مرغان و بومی پرو است.
زیستگاه طبیعی آن جنگل‌های کوهستانی نمناک نیمه‌گرمسیری یا گرمسیری است.